# Rostvingad minerare
Rostvingad minerare (Geositta rufipennis) är en fågel i familjen ugnfåglar inom ordningen tättingar. Den förekommer i bergstrakter i Argentina, Bolivia och Chile.

## Utseende och läte
Rostvingemineraren är en kompakt och rätt knubbig fågel. Den känns lättast igen på brett ögonbrynsstreck och varmt persikofärgad anstrykning på flankerna. I flykten syns ett rostrött band i vingen och även längst in på stjärten. Den ljudliga och sträva sången avges från en exponerad sittplats och i en sångflykt.

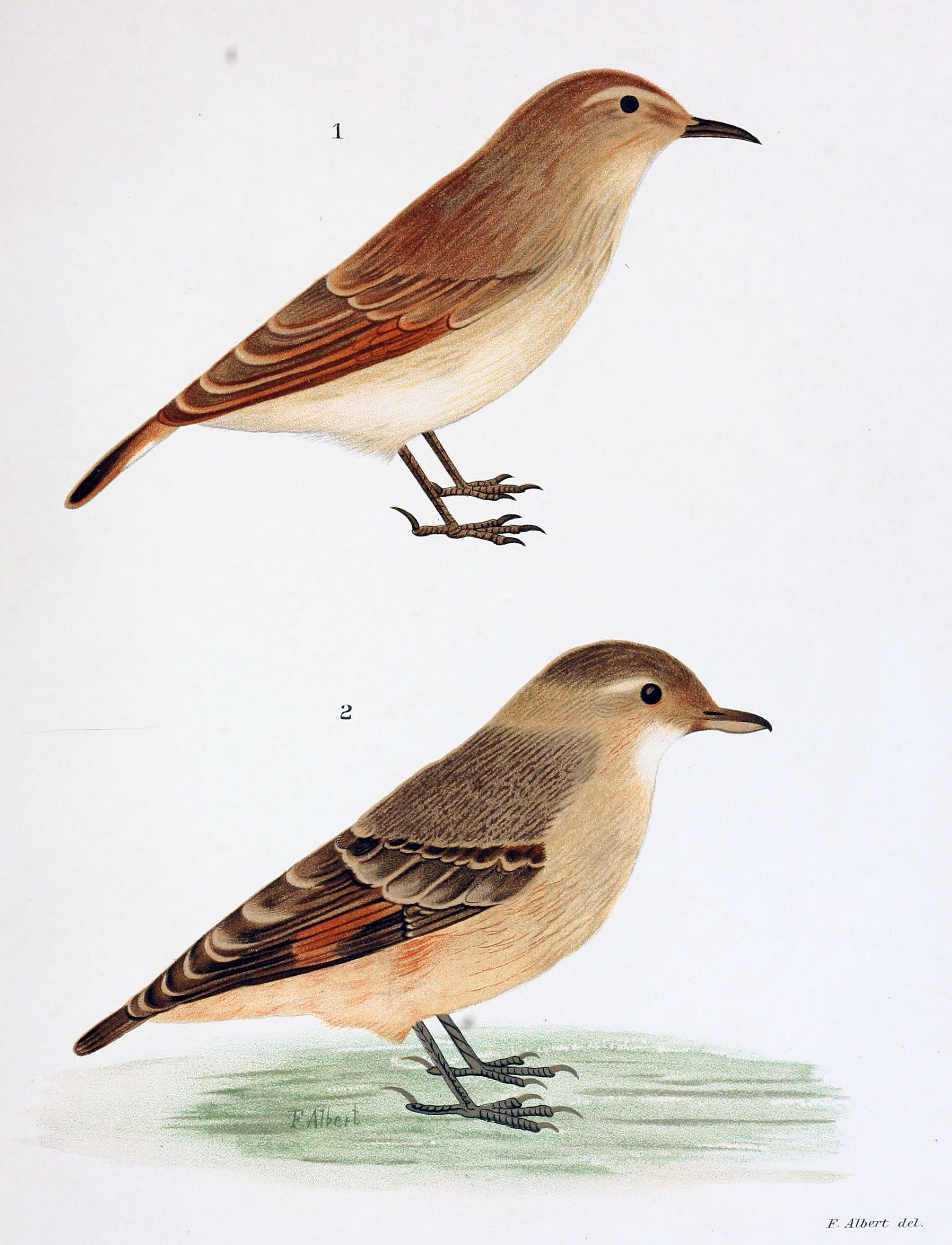

## Utbredning och systematik
Fågeln förekommer i Argentina, Bolivia och Chile, i subtropiska eller tropiska gräs- och buskmarker på höga höjder. Den delas in i sju underarter med följande utbredning:
- Geositta rufipennis fasciata – västra Bolivia och Stillahavssluttningen i norra och centrala Chile
- Geositta rufipennis harrisoni – norra Chile (sydvästra Antofogasta)
- Geositta rufipennis rufipennis – nordvästra Argentina (från Jujuy till San Juan)
- Geositta rufipennis fragai – nordvästra Argentina (Famatinaberget i La Rioja)
- Geositta rufipennis ottowi – västra och centrala Argentina (Sierra de Córdoba)
- Geositta rufipennis hoyi – västra Argentina (från Mendoza till Neuquén) och södra Chile (södra Aysén)
- Geositta rufipennis giaii – sydvästra Argentina (från södra Neuquén till Chubut)

Underarten ’’fragai’’ inkluderas ofta i ’’hoyi’'.

### Familjetillhörighet
Minerarna placeras traditionellt i familjen ugnfåglar (Furnariidae), men urskiljs av vissa som en egen familj tillsammans med lövkastarna i Sclerurus efter DNA-studier.

## Levnadssätt
Fågeln är den vanligaste mineraren i bergstrakter i centrala Chile och intilliggande Argentina. Den föredrar öppna klippiga områden, myrar och vägkanter. Rostvingad minerare ses ofta i par, promenerande på marken med vaggande gång och vippande stjärt. Ibland kan den ses i flock tillsammans med sierratangaror och andra fröätande fåglar.

## Status och hot
Arten har ett stort utbredningsområde, men tros minska i antal, dock inte tillräckligt kraftigt för att den ska betraktas som hotad. Internationella naturvårdsunionen IUCN listar arten som livskraftig (LC).